# 和田胤長
和田 胤長（わだ たねなが）は、鎌倉時代前期の御家人。和田義盛の甥。弓の名手と伝わる。

## 略歴
寿永2年（1183年）、和田義盛の弟和田義長の嫡男として誕生。
建暦3年（1213年）、従兄弟で和田義盛の子である義直・義重らと共に泉親衡の乱の謀議に加わり、捕縛された。このとき義盛の嘆願により義直、義重は赦免されたが、胤長一人だけ赦されず、陸奥国岩瀬郡に配流となった。
没収された胤長の屋敷は一旦は義盛が拝領することとなったが、北条義時の反対に遭い、結局は北条氏の預かりとなったため、面目を潰された義盛は北条氏を打倒する意思を固め、同年の和田合戦に繋がる事となった。胤長は和田合戦の後、配流地で処刑された。享年31。
静岡県伊東市の大室山に胤長が大蛇を退治したという伝説が残っている。

## 画像集

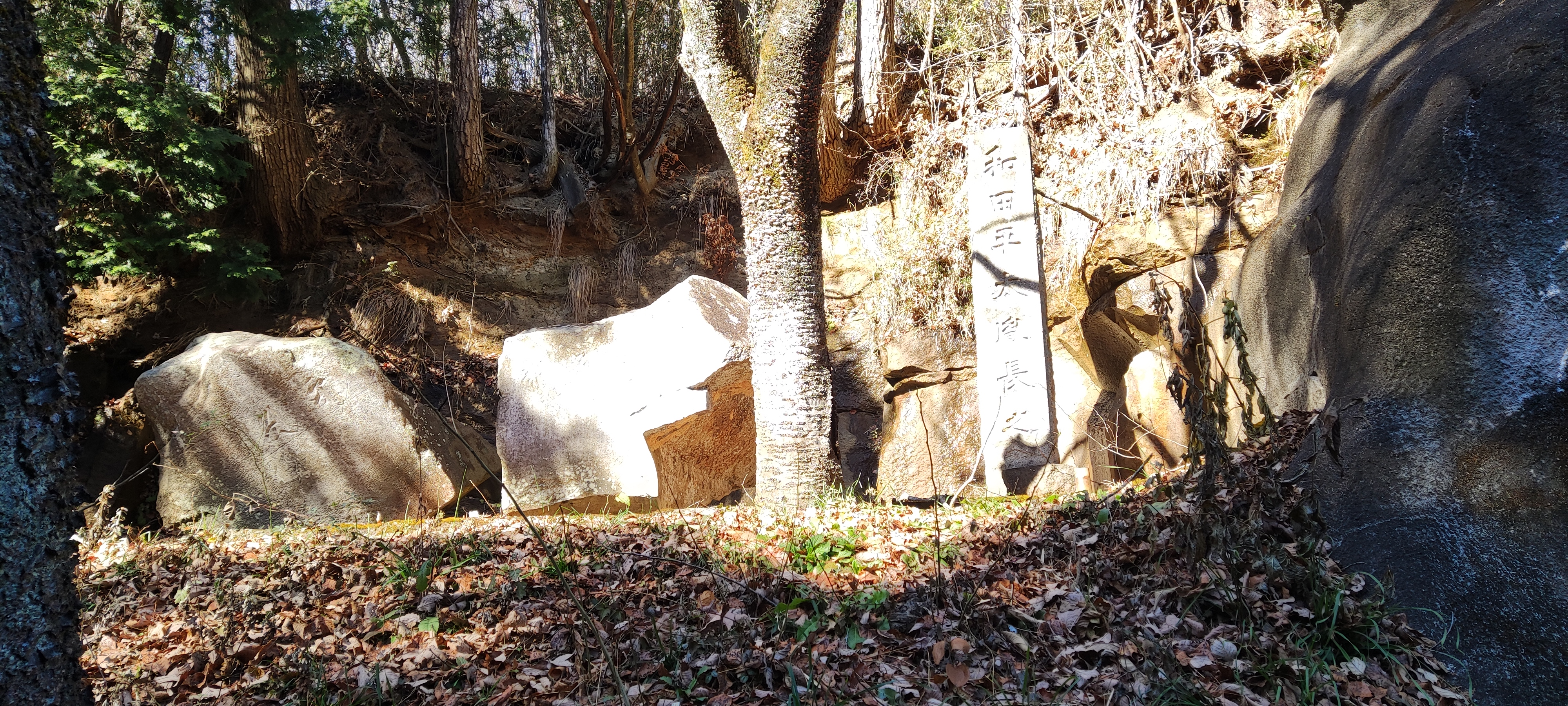
伝・和田平太胤長廟墓（須賀川市）（福島県須賀川市稲下原9-5）
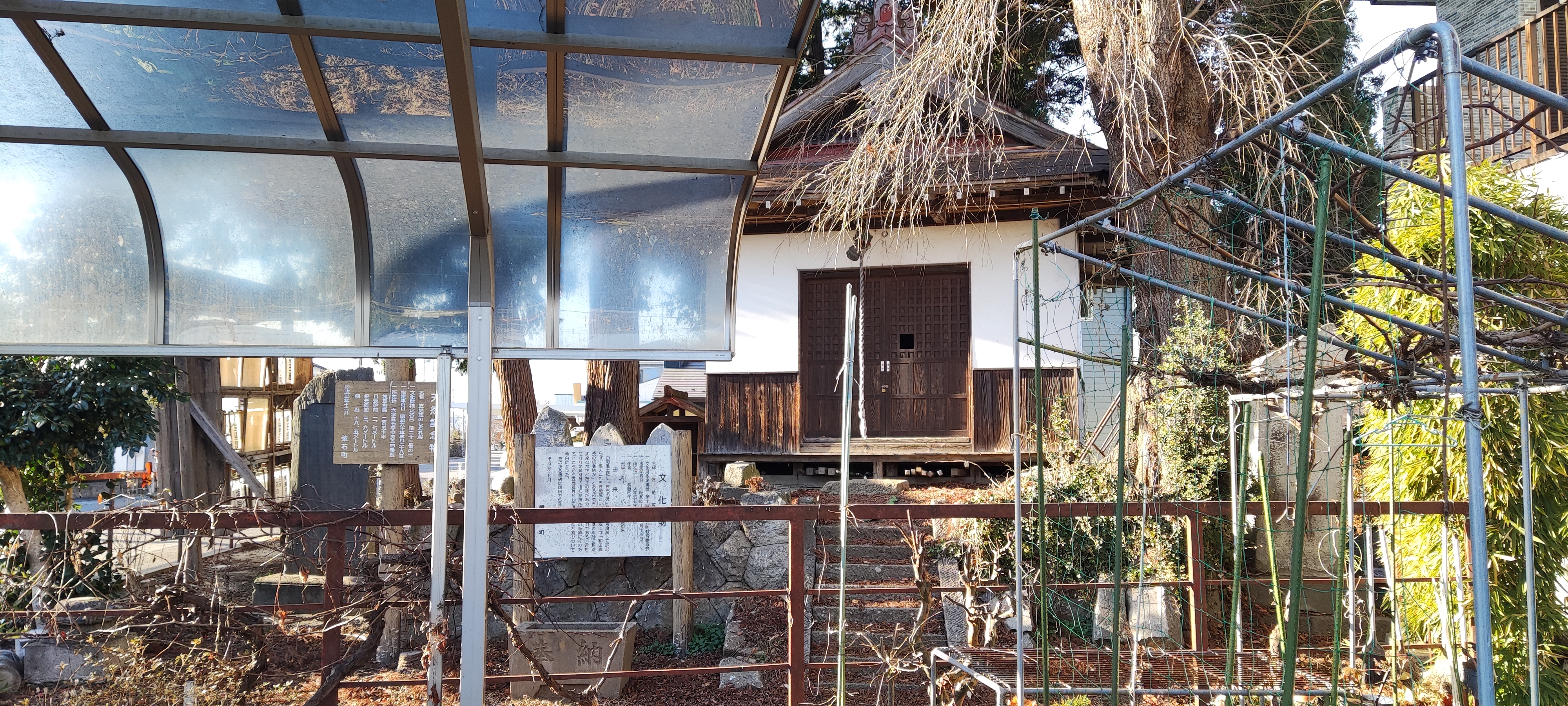
笠地蔵（伝和田平太胤長供養塔）（福島県岩瀬郡鏡石町中央）

## 関連作品
テレビドラマ
- 鎌倉殿の13人（2022年、NHK大河ドラマ） - 演：細川岳